# Ostrakon mit der Darstellung einer ägyptischen Tänzerin (Museo Egizio Torino)
Ein Ostrakon mit der Darstellung einer ägyptischen Tänzerin befindet sich im Museo Egizio in Turin. Die Darstellung aus dem Neuen Reich wird in die Zeit der 19. Dynastie und um das Jahr 1300 v. Chr. datiert.
Ostraka sind in größerer Zahl aus dem Alten Ägypten überliefert. Meist sind sie mit Texten beschrieben, seltener sind Darstellungen mit bildlichen Motiven. Ein mit einer besonders qualitativ hochwertigen Zeichnung versehenes Ostrakon aus Theben wird heute im Museo Egizio in Turin aufbewahrt. Es zeigt eine junge Frau beim Überschlag rückwärts. Abgesehen von einem kleinen Schurz um die Hüften, der beinahe mehr zeigt als verhüllt, ist sie nicht bekleidet. Die langen, wallenden und lockigen Haare galten zu dieser Zeit als ein Schönheitsideal. Solche Tänzerinnen traten beispielsweise bei religiösen Festen auf, so bei den volksfestähnlichen Feiern der jährlichen Reise der Göttin Hathor von ihrem Tempel in Dendera nach Edfu, wo ihr Gemahl Horus sein Domizil hatte.
Derartige Darstellungen von Tänzerinnen waren aus der altägyptischen Hochkunst bekannt, wiewohl sie nicht zu den häufigen Motiven gehörten. So findet sich eine ähnliche Darstellung schon im 250 Jahre älteren Totentempel der Hatschepsut in Deir el-Bahari. Die auf dem Turiner Ostrakon dargestellte zierliche junge Frau wird allerdings in einer recht erotischen Weise gezeigt, wie sie in der eher diskreten Hochkunst so wohl nicht vorkommt. Somit stellt die Darstellung einen Grenzfall dar. Die Beeinflussung durch die Kunst der Amarna-Zeit mit ihren realistischeren Darstellungen ist offensichtlich. Der Anlass der Darstellung ist unklar, möglich ist eine Vorzeichnung für ein größeres Bild. Das Ostrakon auf einem Kalksteinsplitter hat eine Größe von 10,5 × 16,8 cm.